# Magdalena Andersson
Eva Magdalena Andersson (Uppsala, 23 de enero de 1967) es una política y economista sueca, fue la primera ministra de Suecia desde el 30 de noviembre de 2021 hasta el 18 de octubre de 2022, elegida por el parlamento tras la renuncia de su predecesor Stefan Löfven hasta el 15 de septiembre del 2022, tras no conseguir los apoyos suficientes tras las elecciones generales de septiembre de 2022.
El 24 de noviembre de 2021, el Riksdag eligió a su primera ministra de Suecia y debía asumir el cargo el 26 de noviembre de 2021; sin embargo, el colapso de la coalición de su partido con el Partido Verde, desencadenado por la adopción por parte del Riksdag de la propuesta presupuestaria de la oposición después de la derrota del presupuesto de la propia coalición, hizo que Andersson renunciara pocas horas después de esas elecciones. 
Luego anunció que buscaría la confianza del Riksdag para un gobierno socialdemócrata de partido único. Se programó una nueva votación para el 29 de noviembre de 2021, en la que fue elegida primera ministra, convirtiéndose así en la primera mujer en ocupar dicho cargo.

## Educación
Andersson se educó en la Escuela de Economía de Estocolmo y realizó estudios de posgrado allí desde 1992 hasta 1995.

## Carrera

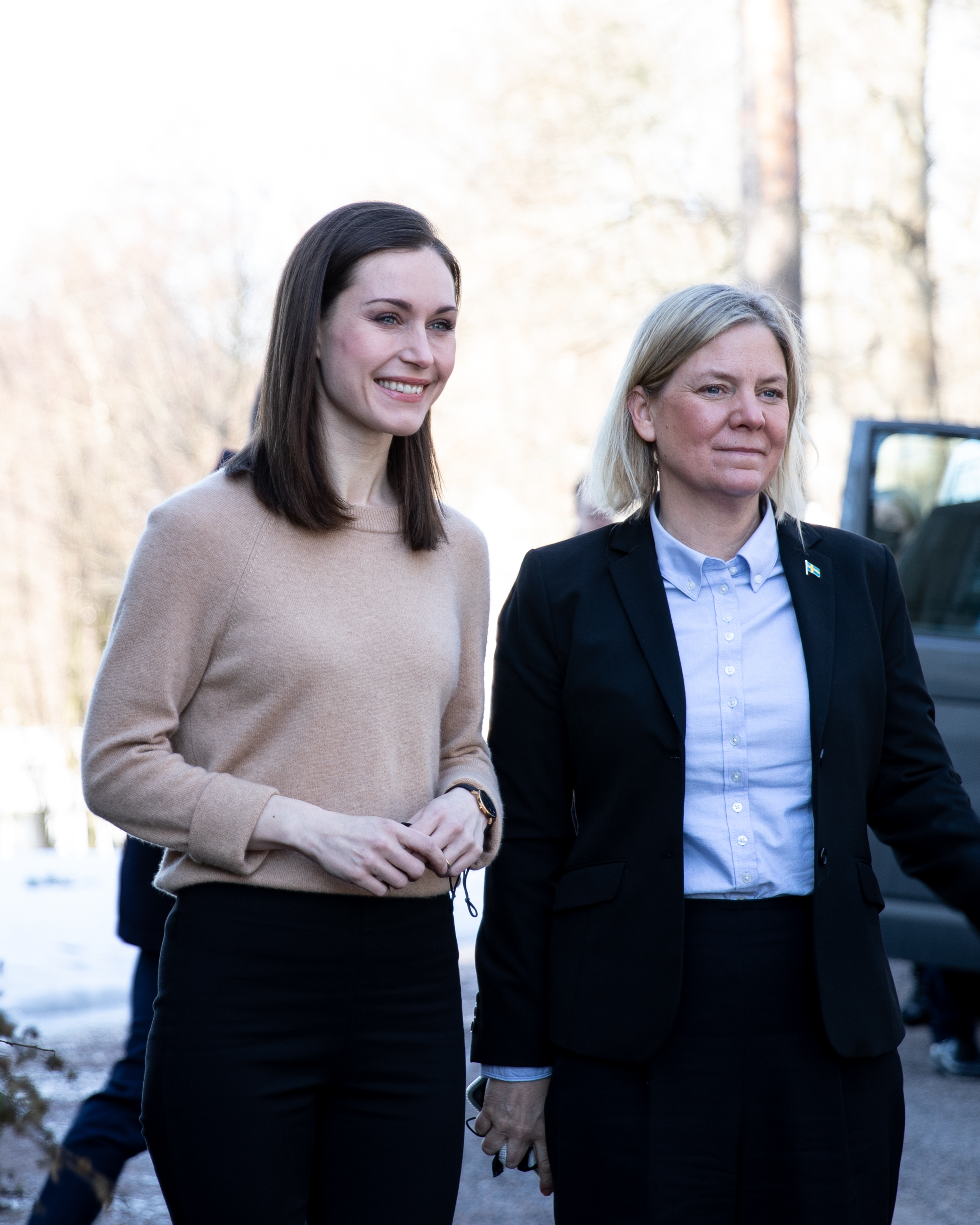
La primera ministra sueca, Magdalena Andersson, con la primera ministra finlandesa, Sanna Marin, en Helsinki, Finlandia, el 5 de marzo de 2022.

Andersson trabajó en la Oficina del primer ministro como asesora política de 1996 a 1998 y como directora de planificación de 1998 a 2004. Fue secretaria de estado en el Ministerio de Finanzas de 2004 a 2006 y asesora de política interna de la líder del partido Mona Sahlin de 2007 a 2009. De 2009 a 2012, fue la directora de la Agencia Tributaria de Suecia antes de ser nombrada ministra de Finanzas. Por decisión de los socios de la coalición, el Ministerio de Finanzas se dividió en dos; Andersson se convirtió en ministra de Finanzas, mientras que Per Bolund se hizo cargo de los mercados financieros y los consumidores. En este puesto Magdalena Andersson llevó a cabo una política presupuestaria muy restrictiva.
En 2020, los miembros del Comité Monetario y Financiero Internacional (CMFI), el comité asesor de políticas de la Junta de Gobernadores del Fondo Monetario Internacional (FMI), seleccionaron a Andersson como presidente del comité por un período de tres años. Ella es la primera europea en ese cargo en más de 12 años, y la primera mujer en ocupar ese cargo, se desempeña en ese puesto desde enero de 2021.
En noviembre de 2021, fue nombrada primera secretaria del Partido Socialdemócrata de los Trabajadores de Suecia, lo que la convirtió en la segunda mujer en liderar el partido y posiblemente la primera mujer en convertirse en primera ministra de Suecia después de la renuncia de Stefan Löfven.
Ganó por poco un voto de confianza en el Parlamento gracias a un acuerdo de última hora con el Partido de la Izquierda para aumentar las pequeñas pensiones. Sin embargo, perdió el apoyo del Partido del Centro, que se oponía a esta concesión y cuyo apoyo era necesario para aprobar su proyecto de presupuesto. Se aprobó el presupuesto preparado por la oposición de derecha y extrema derecha. Esta situación llevó a los Verdes a abandonar la coalición de gobierno, ya que se negaban a gobernar con este presupuesto, y a Magdalena Andersson a dimitir como primera ministra antes de que fuera presentado al Rey. El 29 de noviembre fue reelegida primera ministra por 101 votos a favor, 173 en contra y 75 abstenciones. Al día siguiente debía tomar posesión de su cargo y presentar su equipo de gobierno al rey Carlos XVI Gustavo. Es la primera mujer que ocupa este cargo en Suecia.
Tras perder las regionales y con ello el control de Congreso, el 15 de septiembre del 2022, presentó su renuncia al cargo.

## Vida personal
Andersson está casada con Richard Friberg, profesor de economía, con quien tiene dos hijos.
En una entrevista emitida en febrero de 2022 por la emisora sueca Bandit Rock, confesó ser una admiradora del grupo armenio-estadounidense de metal System of a Down. «Cuando se trata de rock, me quedo con System Of A Down», afirmó.